# Thorbjørn Svenssen
Ole Thorbjørn Svenssen (Sandefjord, 22 april 1924 – aldaar, 8 januari 2011) was een Noors voetballer die gedurende zijn carrière als centrale verdediger speelde voor Sandefjord BK. Svenssen overleed op 86-jarige leeftijd in zijn geboorteplaats Sandefjord.

## Interlandcarrière
Svenssen, bijgenaamd Klippen, nam met het Noors voetbalelftal deel aan de Olympische Zomerspelen 1952 in Helsinki, Finland, en fungeerde daar als aanvoerder. De ploeg onder leiding van Engelse bondscoach Frank Soo verloor in de eerste ronde met 4-1 van buurland Zweden, waardoor de Noren al na één duel de koffers konden pakken. Svenssen speelde in totaal 104 officiële interlands voor zijn vaderland in de periode 1947–1962. Met dat aantal was hij jarenlang Noors recordinternational, totdat hij op 7 september 2012 voorbij werd gestoken door John Arne Riise, die op die dag zijn 105de interland speelde voor Noorwegen in de WK-kwalificatiewedstrijd in en tegen IJsland (2-0) in Reykjavik.